# José Antonio Garcia (cineasta)
José Antonio Garcia (São Paulo, 19 de dezembro de 1955 - Rio de Janeiro, 22 de dezembro de 2005) foi um cineasta brasileiro, diretor de filmes como O Corpo- premiado nos Festivais de Brasília (Brasil) e de Cartagena (Colômbia).

## Biografia
Membro da geração do cinema paulista da década de 80, batizada entre os críticos paulistanos de “néon noir”, entre 1973 e 1976 frequentou os cursos de roteiro e direção da Escola de Comunicação e Artes da USP, onde dirigiu alguns curtas-metragens experimentais, como Hoje tem futebol (1976), Marilyn Tupi (1977) e Tem bola na escola (1979), antes de debutar nos longas-metragens em parceria com Ícaro Martins.
O primeiro filme da dupla, O Olho Mágico do Amor (1981), financiado por uma produtora da Boca do Lixo, foi um sucesso de público e crítica e marcou o início da parceria dos diretores com a atriz Carla Camurati, que protagonizou os longas realizados em seguida: Onda Nova (1983), sobre um time de futebol feminino que contava com estrelas da democracia corintiana como o jogador Casagrande, além de participações de Regina Casé e Caetano Veloso, entre outros e Estrela Nua (1984).
Após seu consagrado longa-metragem O corpo (1991), com Marieta Severo, Claudia Jimenez e Antonio Fagundes, José Antonio estreia como diretor de teatro, encenando a única peça escrita por Clarice Lispector. Produz e dirige duas montagens de A pecadora queimada e os anjos harmoniosos. A primeira, no evento Em cena: textos curtos, da Jornada Sesc de Teatro de 1992, no teatro Sesc Consolação, SP. A segunda montagem, ao ar livre, no Rio de Janeiro, foi seu derradeiro trabalho. José Antonio Garcia faleceu em seguida à curta temporada de A Pecadora queimada, em 2005, no Jardim Botânico.
Também dirigiu o longa Minha Vida em Suas Mãos, produzido e protagonizado pela atriz Maria Zilda Bethlem.

## Filmografia

### Longa-Metragem
- O Olho Mágico do Amor[8] (com Ícaro Martins, 1981)
- Onda Nova[9] (com Ícaro Martins, 1983)
- Estrela Nua[10] (com Ícaro Martins, 1985)
- O Corpo[11] (1991)
- Minha Vida em Suas Mãos[12] (2000)

### Curta-Metragem
- Fragmento (1976)[13]
- Hoje tem Futebol (1976)[14]
- Marilyn Tupi (1979)[15]
- A Bola na Escola (1979)[16]
- Loucura (1980)[17]